# Calle del Infante
La calle del Infante es una vía pública de la ciudad española de Madrid, situada en el barrio de Cortes, distrito Centro.

## Descripción
La vía, que ya figuraba con el título actual tanto en el plano de Texeira como en el de Espinosa, discurre desde la calle de Echegaray hasta la del León. Aparece descrita en Las calles de Madrid (1889) de Hilario Peñasco de la Puente y Carlos Cambronero con las siguientes palabras:

Infante. Desde la calle de Echegaray á la del León. Aparece con el mismo nombre en los planos de Texeira y de Espinosa. Se conservan antecedentes de construcciones particulares desde 1779. Tradición.—Esta calle era una quinta de recreo, propiedad del infante D. Fernando de la Cerda, en cuya posesión habitó Antonio Sánchez, secretario del infante D. Sancho; en ella se reunían los que conspiraban contra el rey D. Alonso el Sabio, á fin de excluir de la corona á los hijos del mencionado D. Fernando de la Cerda. Dice otra tradición que cuando dieron título á la calle del Príncipe, denominaron á la inmediata del Infante.
(Peñasco de la Puente y Cambronero, 1889, p. 266)